# Џулија Чајлд
Џулија Каролин Чајлд (рођена МекВилијамс; енгл. Julia Carolyn Child; Пасадена, 15. август 1912 — Монтекито, 13. август 2004) била је америчка куварица, ауторка и телевизијска личност. Позната је по томе што је упознала америчку јавност са вештинама француске кухиње кроз своју књигу Овладавање вештином француске кухиње (енгл. Mastering the Art of French Cooking), као и кроз бројне телевизијске програме, од којих је најпознатија емисија Француски кувар (енгл. The French Chef), која је премијерно приказана 1963. године.

## Рано детињство
Џулија Каролин МекВилијамс рођена је 15. августа 1912. године у Пасадени, Калифорнија. Њен отац био је Џон МекВилијамс млађи (1880–1962), дипломац Принстон Универзитета и истакнути управник земљишта. Њена мајка била је Џулија Каролин „Каро” Вестон (1877–1937), наследница компаније за папир и ћерка Бајрона Куртиса Вестона, поручника гувернера Масачусетса. Џулија је била најстарија од троје деце, након ње су дошли брат Џон МекВилијамс III и сестра Доротеј Кузинс.
Чајлд је похађала Polytechnic School и Westridge School од четвртог до деветог разреда у Пасадени. У средњој школи, Чајлд је послата у Katherine Branson School у Росу, Калифорнија, која је у то време била интернат. У младости је играла тенис, голф и кошарку.
Студирала је на Смит колеџу у Нортхемптону, Масачусетс, где је 1934. дипломирала историју. У то време планирала је да постане романописац или можда писац за часописе. Након дипломирања, Чајлд се преселила у Њујорк, где је једно време радила као копирајтер за рекламно одељење компаније W. & J. Sloane.
Иако је одрасла у породици са куваром, Џулија није посматрала нити учила кување од те особе, а није научила да кува све док није упознала свог будућег супруга, Пола, који је одрастао у породици веома заинтересованој за храну.

## Каријера

### Други светски рат
Џулија Чајлд се 1942. године придружила Канцеларији за стратешке службе (OSS), претечи ЦИА-е, након што је открила да је са 188 цм висине превисока да би се пријавила у Женски армијски корпус (WACs) или у Морнарицу САД WAVES. Започела је своју OSS каријеру као дактилограф у седишту у Вашингтону, али је због свог образовања и искуства убрзо добила позицију строго поверљивог истраживача, радећи директно за шефа OSS-а, генерала Вилијама Џ. Донована.
Као истраживачки асистент у Одељењу за тајну обавештајну службу, Чајлд је укуцала преко 10.000 имена на белешке како би пратила официре. Годину дана је радила у Одељењу за опрему за хитне морске спасавања (ESRES) у Вашингтону, Д.Ц. као службеник за евиденцију, а затим као асистент програмерима репелената за ајкуле који су били потребни како би се осигурало да ајкуле неће активирати муницију намењену немачким подморницама. Када је Чајлд замољена да реши проблем прекомерног активирања подводних експлозива OSS-а од стране знатижељних ајкула, „Чајлдино решење је било да експериментише са кувањем различитих смеса као репелента за ајкуле”, које су се посипале у воду близу експлозива и одбијале ајкуле. Још увек у употреби, експериментални репелент за ајкуле „означио је Чајлдин први улазак у свет кувања”.
Током 1944–1945. године, Чајлд је била распоређена у Канди, Цејлон (данас Шри Ланка), где су њене одговорности укључивале „регистровање, каталогизовање и усмеравање велике количине високо класификованих комуникација” за тајне станице OSS-а у Азији. Касније је премештена у Кунминг, Кина, где је добила Емблем за заслужну цивилну службу као шеф Регистра Секретаријата OSS-а. За своју службу, Чајлд је добила награду у којој су наведене њене бројне врлине, укључујући „енергичност и урођену ведрину”. Као и други записи OSS-а, њен досије је декласификован 2008. године, а њен комплетан досије доступан је онлајн.
Док је била у Кандију, упознала је Пола Кушинга Чајлда, који је такође био запослен у OSS-у. Венчали су се 1. септембра 1946. године у Ламбервилу, Пенсилванија, а касније су се преселили у Вашингтон, Д.Ц. Пол, родом из Њу Џерсија, који је живео у Паризу као уметник и песник, био је познат по свом префињеном укусу и упознао је своју супругу са фином кухињом. Придружио се Америчкој спољној служби, а 1948. године, пар се преселио у Париз након што га је Државни секретаријат тамо поставио за официра за изложбе у Америчкој информативној агенцији. Пар није имао деце.

### Пост-ратна Француска
Чајлд се више пута присећала свог првог оброка у ресторану La Couronne у Руану као кулинарског открића. Једном је описала оброк од острига, sole meunière и финог вина за The New York Times као „отварање душе и духа за мене”. Године 1951. дипломирала је на чувеној кулинарској школи Кордон Бле у Паризу, а касније је приватно учила код Макса Бугнара и других мајсторских кувара. Придружила се женском кулинарском клубу Le Cercle des Gourmettes, преко којег је упознала Симон Бек, која је писала француску куварску књигу за Американце са својом пријатељицом Луизет Бертол. Бек је предложила да Чајлд ради са њима како би књига била привлачна Американцима. Године 1951. Чајлд, Бек и Бертол почеле су да подучавају кување америчким женама у Чајлдиној париској кухињи, називајући своју неформалну школу L'école des trois gourmandes (Школа три гурмана). Током наредне деценије, како су се Чајлдови кретали по Европи и на крају у Кембриџ, Масачусетс, њих три су истраживале и више пута тестирале рецепте. Чајлд је преводила француски на енглески, чинећи рецепте детаљним, занимљивим и практичним.
Године 1963. Чајлдови су саградили кућу близу провансалског града Пласкасије у брдима изнад Кана на имању које је припадало коауторки Бек и њеном супругу, Жану Фишбахеру. Чајлдови су је назвали „La Pitchoune”, провансалска реч која значи „малишана”, али је током времена имање често било нежно називано једноставно „La Peetch”.
У својој књизи Dearie: The Remarkable Life of Julia Child, која је бестселер New York Times-а, аутор Боб Спиц навео је да је Чајлд дијагностикован рак дојке средином 60-их. Имала је мастектомију 28. фебруара 1968. године.

### Медијска каријера
Троје будућих аутора првобитно је потписало уговор са издавачем Houghton Mifflin, који је касније одбио рукопис јер је деловао превише као енциклопедија. Када је коначно објављена 1961. године од стране Алфреда А. Кнопфа, књига од 726 страница Овладавање вештином француске кухиње била је бестселер и добила је похвале критике, делом због америчког интересовања за француску културу почетком 1960-их. Хваљена због корисних илустрација и прецизне пажње посвећене детаљима, као и због тога што је фину кухињу учинила доступном, књига је и даље у штампи и сматра се преломним кулинарским делом. Након овог успеха, Чајлд је писала чланке за часописе и редовну колумну за новине The Boston Globe. Објавила је скоро двадесет наслова под својим именом и са другима. Многи, иако не сви, били су повезани са њеним телевизијским емисијама. Њена последња књига била је аутобиографска Мој живот у Француској (енгл. My Life in France), објављена постхумно 2006. године, написана са њеним пранећаком, Алексом Пруд'омом. Књига описује живот Чајлдове са њеним супругом, Полом Кушингом Чајлдом, у пост-ратној Француској.

#### Француски кувари повезане књиге
Појављивање 1961. године у емисији о прегледу књига на тадашњој станици Националне образовне телевизије (НЕТ) у Бостону, WGBH-TV (сада главна станица PBS-а), довело је до оснивања њене прве телевизијске кулинарске емисије након што су гледаоци уживали у њеној демонстрацији како се прави омлет. Француски кувар је дебитовао као летња пилот серија 26. јула 1962. године. То је довело до тога да програм постане редовна серија, почевши од 11. фебруара 1963. године, на WGBH-у, где је одмах постигао успех. Емисија се приказивала на националном нивоу десет година и освојила је Пибоди и Еми награде, укључујући прву Еми награду за образовни програм. Иако није била прва телевизијска куварица, Чајлд је била највише гледана. Привукла је најширу публику својим веселим ентузијазмом, карактеристичним гласом и непристрасним, природним начином. Године 1972. Француски кувар је постао први телевизијски програм који је био тиловани за глуве особе, иако је то учињено коришћењем прелиминарне технологије отвореног титловања.
Чајлдина друга књига, The French Chef Cookbook, била је збирка рецепата које је демонстрирала у емисији. Убрзо је уследила 1970. године Mastering the Art of French Cooking, Volume Two, поново у сарадњи са Симон Бек, али не и са Луизет Бертол, са којом је професионални однос престао. Чајлдина четврта књига, From Julia Child's Kitchen, илустрована је фотографијама њеног супруга и документовала је серију Француски кувар у боји, као и пружила опсежну библиотеку кухињских белешки које је Чајлд саставила током емисије.

#### Утицај на америчка домаћинства
Чајлд је имала велики утицај на америчка домаћинства и домаћице. Због технологије 1960-их, емисија је била немонтирана, што је довело до тога да се њене грешке појављују у коначној верзији и на крају дају „аутентичност и приступачност телевизији”. Према Тобију Милеру у „Screening Food: French Cuisine and the Television Palate”, једна мајка којој је говорио рекла је да је понекад „све што је стајало између мене и лудила била срчана Џулија Чајлд” због Чајлдине способности да је умири и пренесе. Поред тога, Милер напомиње да је Чајлдина емисија почела пре феминистичког покрета 1960-их, што је значило да су проблеми са којима су се домаћице и жене суочавале донекле игнорисани на телевизији.

#### Каснија каријера
Седамдесетих и осамдесетих година, била је звезда бројних телевизијских програма, укључујући Julia Child & Company, Julia Child & More Company, и Dinner at Julia's. За књигу из 1979. године Julia Child and More Company, освојила је Националну књижевну награду у категорији Савремени интереси. Године 1980. Чајлд је почела редовно да се појављује на Добро јутро, Америко телевизијске куће ABC.
Године 1981. основала је Амерички институт за вино и храну са винарима Робертом Мондавијем и Ричардом Графом, и другима, како би „унапредила разумевање, уважавање и квалитет вина и хране”, подухват који је већ започела својим књигама и телевизијским наступима. Године 1989. објавила је оно што је сматрала својим magnum opus-ом, књигу и серију видео-упутстава под заједничким називом The Way To Cook.
Током кризе ХИВ/АИДС-а осамдесетих година, Чајлд је прешла од хомофобичних ставова до тога да је постала страствена активисткиња за АИДС, подстакнута тиме што је блиски сарадник подлегао АИДС-у.
Средином 1990-их, као део свог рада са Америчким институтом за вино и храну, Чајлд је постајала све више забринута за едукацију деце о храни. Глумила је у још четири серије деведесетих година које су приказивале гостујуће куваре: Cooking with Master Chefs, In Julia's Kitchen with Master Chefs, Baking with Julia, и Julia & Jacques Cooking at Home. Више пута је сарађивала са Жаком Пепеном за телевизијске програме и куваре. Све Чајлдине књиге током овог периода произашле су из телевизијских серија истог назива.
Чајлдину употребу састојака попут путера и павлаке доводили су у питање критичари хране и савремени нутриционисти. Она се осврнула на ове критике током своје каријере, предвиђајући да ће „фанатични страх од хране” преузети навике исхране у земљи, и да превелико фокусирање на исхрану одузима задовољство у уживању у храни. У интервјуу 1990. године, Чајлд је рекла: „Сви претерано реагују. Ако страх од хране настави, то ће бити смрт гастрономије у Сједињеним Државама. На срећу, Французи не пате од исте хистерије као ми. Требало би да уживамо у храни и да се забављамо. То је једно од најједноставнијих и најлепших задовољстава у животу.”
Кухиња Џулије Чајлд, коју је дизајнирао њен супруг, била је поставка за три њене телевизијске емисије. Сада је изложена у Националном музеју америчке историје у Вашингтону, Д.Ц. Почевши са In Julia's Kitchen with Master Chefs, кућна кухиња Чајлдових у Кембриџу је у потпуности трансформисана у функционалан сет, са телевизијским осветљењем, три камере постављене да хватају све углове у просторији, и масивним централним острвом са гасним шпоретом на једној страни и електричним шпоретом на другој, али остављајући остале уређаје Чајлдових нетакнутим, укључујући „моју зидну рерну са шкрипавим вратима”. Ова кухињска позадина угостила је скоро све телевизијске серије Чајлдове из 1990-их.

#### Касније године
Након што је њена пријатељица Симон Бек преминула 1991. године у доби од 87 година, Чајлд се одрекла La Pitchoune-а након једномесечног боравка у јуну 1992. године са својом породицом, нећакињом Филом, и блиским пријатељем и биографом Ноелом Рајли Фичом. Предала је кључеве сестри Жана Фишбахера, баш као што су она и Пол обећали скоро 30 година раније. Те године, Чајлд је провела пет дана на Сицилији на позив винарије Регалеали. Амерички новинар Боб Спиц провео је кратко време са Чајлдовом у том периоду док је истраживао и писао свој тадашњи радни наслов, History of Eating and Cooking in America. Године 1993. Чајлд је позајмила глас докторки Џулијет Блиб у анимираном филму, Ми смо се вратили! Прича о диносаурусима.
Спиц је правио белешке и многе снимке својих разговора са Чајлдовом, а они су касније чинили основу секундарне биографије о Чајлдовој, објављене 7. августа 2012. (Кнопф), пет дана пре стогодишњице њеног рођења. Пол Чајлд, који је био десет година старији од своје супруге, преминуо је 1994. године након што је пет година живео у старачком дому након низа можданих удара 1989. године.
Године 2001. Чајлд се преселила у заједницу за пензионере, донирајући своју кућу и канцеларију Смит колеџу, који је касније продао кућу.
Своју кухињу, коју је њен супруг дизајнирао са високим радним површинама како би одговарале њеној висини, и која је служила као сет за три њене телевизијске серије, донирала је Националном музеју америчке историје Смитсонијана, где је сада изложена. Њени бакарни лонци и тигањи били су изложени у Copia у Напи, Калифорнија, до августа 2009. године када су поново спојени са њеном кухињом у Националном музеју америчке историје у Вашингтону, Д.Ц.

## Смрт
Чајлд је преминула од отказа бубрега у Монтекиту, Калифорнија, 13. августа 2004. године, два дана пре свог 92. рођендана. Своју последњу књигу, Мој живот у Француској, завршила је речима: „...сада се присећајући тога, подсећа ме да су ужици трпезе, и живота, бескрајни – toujours bon appétit!”

## Наслеђе

### Фондација Џулије Чајлд
Године 1995. Чајлд је основала Фондацију Џулије Чајлд за гастрономију и кулинарске уметности, приватну добротворну фондацију која додељује донације за унапређење њеног животног дела. Фондација, првобитно основана у Масачусетсу, касније се преселила у Санта Барбару, Калифорнија, где је сада њено седиште. Неактивна до Џулијине смрти 2004. године, Фондација додељује донације другим непрофитним организацијама. Донације првенствено подржавају гастрономију, кулинарске уметности и даљи развој професионалног света хране, све оно што је Џулији Чајлд било од највеће важности током њеног живота. Веб-сајт Фондације пружа посвећену страницу са списком назива добитника донација са описом организације и донације коју је Фондација пружила. Један од добитника донација је Heritage Radio Network који покрива свет хране, пића и пољопривреде.
Поред додељивања донација, Фондација је такође основана да заштити Чајлдино наслеђе. Многа од ових права заједнички поседују друге организације попут њених издавача и Шлезингер библиотеке при Редклиф институту на Универзитет Харвард. Фондација је била активна у заштити ових постхумних права. Чајлд се противила одобравањима, а Фондација следи сличну политику у вези са употребом њеног имена и лика у комерцијалне сврхе.

### Почасти и омажи
Ружа Џулија Чајлд, позната у УК као ружа „Absolutely Fabulous”, је флорибунда ружа златне боје путера названа по Чајлдовој.
Изложбе у Западном крилу (1 Запад) Националног музеја америчке историје баве се науком и иновацијама. Међу њима је и „Bon Appétit! Julia Child's Kitchen”.
Дана 26. септембра 2014. године, Поштанска служба САД издала је 20 милиона примерака серије марака „Celebrity Chefs Forever”, на којима су били портрети пет америчких кувара које је насликао Џејсон Сајлер: Чајлд, Џојс Чен, Џејмс Берд, Една Луис, и Фелипе Рохас-Ломбарди.
Смит колеџ је искористио приход од продаје Чајлдине куће у Кембриџу за делимично финансирање архитектонски драматичног центра кампуса који је отворен 2003. године. Дана 17. новембра 2022. године, одали су јој почаст тако што су га назвали Центар кампуса Џулија МекВилијамс Чајлд '34.

### Награде и номинације
Дана 19. новембра 2000. године, Чајлд је добила титулу Витеза Легије части Француске. Изабрана је за члана Америчке академије уметности и наука 2000. године. Добила је Председничку медаљу слободе САД 2003. године; добила је почасне докторате од Универзитет Харвард, Johnson & Wales University (1995), Смит колеџ (њена алма матер), Универзитет Браун (2000), и неколико других универзитета. Године 2007. Чајлд је примљена у Националну женску кућу славних.
Награде:
- 1965: Пибоди награда за личну награду за Француски кувар
- 1966: Еми за достигнућа у образовној телевизији – појединци за Француски кувар
- 1980: Националне књижевне награде САД за актуелни интерес (тврд повез) за Julia Child and More Company[34]
- 1996: Дневна Еми награда за изванредног водитеља услужне емисије за In Julia's Kitchen with Master Chefs
- 2001: Дневна Еми награда за изванредног водитеља услужне емисије за Julia & Jacques Cooking at Home

Номинације:
- 1972: Еми за специјалну класификацију изванредног програма и индивидуалних достигнућа – опште програмирање за Француски кувар
- 1994: Еми за изванредну информативну серију за Cooking with Master Chefs
- 1997: Дневна Еми награда за изванредног водитеља услужне емисије за Baking with Julia
- 1999: Дневна Еми награда за изванредног водитеља услужне емисије за Baking with Julia
- 2000: Дневна Еми награда за изванредног водитеља услужне емисије за Julia & Jacques Cooking at Home

## У популарној култури
Чајлд је била омиљена код публике од тренутка свог телевизијског дебија на јавној телевизији 1963. године, и била је познати део америчке културе и тема бројних референци, укључујући бројне пародије у телевизијским и радио програмима и скечевима. Њен велики успех у етру могао је бити повезан са њеним освежавајуће прагматичним приступом жанру: „Мислим да морате одлучити ко је ваша публика. Ако не изаберете своју публику, изгубљени сте јер заправо ни са ким не разговарате. Моја публика су људи који воле да кувају, који заиста желе да науче како то да раде.”
Године 1996. Чајлд је заузела 46. место на листи 50 највећих ТВ звезда свих времена по избору TV Guide.

### На сцени
- Жан Стејплтон је тумачила Чајлд у музичкој представи за једну жену из 1989. године, Bon Appétit!, заснованој на једној од Чајлдиних телевизијских кулинарских лекција, са музиком америчког оперског композитора Лија Хојбија. Наслов је произашао из њеног познатог телевизијског поздрава „Bon appétit!”[66]

### У филму
- Филм под називом Primordial Soup With Julia Child био је изложен у Смитсонијановом Националном музеју ваздухопловства и свемира у галерији Life in the Universe од 1976. године до затварања галерије.[67]
- Продуциран од стране WGBH-а, једносатни документарни филм, Julia Child! America's Favorite Chef, емитован је као прва епизода 18. сезоне серије Амерички мајстори на PBS-у (2004). Филм је комбиновао архивске снимке Чајлдове са актуелним снимцима оних који су утицали на њен живот и рад и на које је она утицала.[68]
- Џули и Џулија (2009) је филм који је Нора Ефрон адаптирала из Чајлдиних мемоара Мој живот у Француској и мемоара Џули Повел. Мерил Стрип игра Чајлд. Стрип је освојила Златни глобус за најбољу глумицу у главној улози у мјузиклу или комедији.
- Keep On Cooking – Julia Child Remixed (2012): Видео продуциран за PBS од стране музичара и филмског ствараоца Џона Д. Босвела као део серије PBS Icons Remixed у знак обележавања 100. рођендана Чајлдове. Чајлдин глас је аутотјуниран на мелодију изведену из вокалних семплова, са синхронизованим видео клиповима из Чајлдиних разних телевизијских серија.
- Џулија (2021) је документарац који прати живот Чајлдове. Режирали су га и продуцирали Џули Коен и Бетси Вест.

### На телевизији
- Чајлд је била инспирација за лик „Julia Grownup”, домаћице пародије кулинарске емисије Here's Cooking At You, коју је тумачила Џуди Граубарт у програму Children's Television Workshop, The Electric Company, током њеног емитовања од 1971. до 1977. године.
- Године 1978., Чајлд и Жак Пепен су били гости у NBC ток шоуу Tomorrow with Tom Snyder. Програм је требало да укључује сегмент у којем два кувара припремају храну. Пре снимања емисије, Чајлд је позајмила Пепенов нож да нешто исече и случајно посекла прст.[69][70] Том Снајдер је био ужаснут што се Чајлд повредила, али је Чајлд инсистирала да настави програм са повезаним прстом.[71] Чајлд је рекла Снајдеру да ће током снимања Пепен кувати, а Чајлд ће пробати јела.[71] Иако Чајлд није желела да телевизијска публика зна за њену повреду, током снимања, Снајдер је питао Чајлд о њеном посеченом прсту.[72] Након емисије, Пепен и Чајлд су отишли у болницу, где је Чајлд зашила посечен прст.[69] Након тога, Чајлд и Пепен су вечерали у L'Ermitage.[71] Писци Saturday Night Live-а су видели епизоду Tomorrow са Чајлд и помислили да би то био смешан скеч.[69] Писци су Чајлдину релативно мању незгоду претворили у велику несрећу. Чајлд пародира Ден Ејкројд, који је фан Џулије Чајлд.[69][73] У скечу, Ејкројд – као Џулија Чајлд – наставља са кулинарском емисијом упркос смешно обилном крварењу из посекотине на палцу, и на крају премине са саветом: „Сачувај јетру”.[74] Чајлд је имала видео-касету те епизоде, и наводно је толико волела овај скеч да га је показивала пријатељима на забавама.[45][69][73]
- Појављује се у епизоди This Old House као дизајнерка кухиње. This Old House је покренут 1979. године од стране Расела Мораша, који је помогао у стварању Француског кувара са Џулијом Чајлд.[75]
- Дана 14. марта 2022. године, Food Network је покренуо нову серију под називом The Julia Child Challenge. Серија је заснована на реплици Џулијине кухиње модификоване тако да осам такмичара (сви кућни кувари) могу истовремено да се такмиче у вишеепизодном кулинарском изазову. Свака епизода се врти око једне или више епизода једне од Чајлдиних кулинарских емисија са исечцима који су укључени у садржај такмичења. Победник ће добити стипендију за кулинарску школу у Паризу.[76]
- Крајем марта 2022. године, HBO Max је почео да емитује Џулија, телевизијску серију засновану на животу Чајлдове са Саром Ланкашир у насловној улози.

### Онлајн
- Године 2002. Чајлд је била инспирација за „The Julie/Julia Project”, популарни кулинарски блог Џули Повел који је био основа њене најпродаваније књиге, Julie and Julia: 365 Days, 524 Recipes, 1 Tiny Apartment Kitchen, објављене 2005. године, годину дана након Чајлдине смрти. Папербек верзија књиге преименована је у Julie and Julia: My Year of Cooking Dangerously.[77][78][79] Блог и књига, заједно са Чајлдиним мемоарима Мој живот у Француској, заузврат су инспирисали играни филм Џули и Џулија из 2009. године. Чајлд је, наводно, била неимпресионирана Повеловим блогом, сматрајући да је Повелово опредељење да у години дана скува сваки рецепт из Овладавања вештином француске кухиње био трик. У интервјуу, Чајлдин уредник, Џудит Џоунс, рекла је о Повеловом блогу: „Бацање псовки током кувања није привлачно, ни мени ни Џулији. Није желела да то подржи. Оно што је произашло из блога била је особа која је то радила скоро ради трика.”[80]
- Дана 15. марта 2016. године, Twitch је почео да стримује Чајлдину емисију Француски кувар. Овај догађај је био у знак прославе покретања кулинарске секције Twitch-а и годишњице Чајлдиног дипломирања на Кордон Блеу.[81]
- У мају 2016. године, Epic Rap Battles of History је направио епизоду у којој се Џулија Чајлд појављује у реп бици против Гордона Ремзија, са преко 48 милиона прегледа.[82]

## Дела

### Телевизијске серије
- The French Chef (1963–1966; 1970–1973)
- Julia Child & Company (1978–1979)
- Julia Child & More Company (1979–1980)
- Dinner at Julia's (1983–1984)
- The Way To Cook (1985) шест једносатних видео касета
- A Birthday Party for Julia Child: Compliments to the Chef (1992)
- Cooking with Master Chefs: Hosted by Julia Child (1993–1994) 16 епизода
- Cooking In Concert: Julia Child & Жак Пепен (1994)
- In Julia's Kitchen with Master Chefs (1995–1996), 39 епизода
- Cooking In Concert: Julia Child & Грејам Кер (1995)
- More Cooking in Concert: Julia Child & Jacques Pépin (1996)[83]
- Baking with Julia (1997–1999) 39 епизода
- Julia & Jacques Cooking at Home (1999–2000) 22 епизоде
- Julia Child's Kitchen Wisdom, (2000) двосатни специјал

### DVD издања
- Julia Child's Kitchen Wisdom (2000)
- Julia and Jacques: Cooking at Home (2003)
- Julia Child: America's Favorite Chef (2004)
- The French Chef: Volume One (2005)
- The French Chef: Volume Two (2005)
- Julia Child! The French Chef (2006)
- The Way To Cook (2009)
- Baking With Julia (2009)

### Књиге
- Mastering the Art of French Cooking (1961), са Симон Бек и Луизет Бертол
- The French Chef Cookbook (1968). ISBN 0394401352.
- Mastering the Art of French Cooking, Volume Two (1970), са Симон Бек. ISBN 0394401522.
- From Julia Child's Kitchen (1975). ISBN 0517207125.
- Julia Child & Company (1978). ISBN 0345314492.
- Julia Child & More Company (1979). ISBN 0345314506.
- The Way to Cook (1989). ISBN 0394532643.
- Julia Child's Menu Cookbook (1991), једнотомно издање Julia Child & Company и Julia Child & More Company. ISBN 0517064855.
- Cooking With Master Chefs (1993). ISBN 0679748296.
- In Julia's Kitchen with Master Chefs (1995). ISBN 0679438963.
- Baking with Julia (1996). ISBN 0688146570.
- Julia's Delicious Little Dinners (1998). ISBN 0375403361.
- Julia's Menus for Special Occasions (1998). ISBN 0375403388.
- Julia's Breakfasts, Lunches & Suppers (1999). ISBN 0375403396.
- Julia's Casual Dinners (1999). ISBN 037540337X.
- Julia and Jacques Cooking at Home (1999), са Жаком Пепеном. ISBN 978-0375404313.
- Julia's Kitchen Wisdom (2000). ISBN 0375411518.
- My Life in France (2006, постхумно), са Алексом Пруд'омом. ISBN 1400043468.
- (сакупљено у) American Food Writing: An Anthology with Classic Recipes, ур. Моли О'Нил (Library of America, 2007).

### Књиге о Чајлдовој
- Barr, Nancy Verde (28. март 2008). Backstage with Julia: My Years with Julia Child. John Wiley and Sons. ISBN 978-0-470-27637-2. Приступљено 14. октобар 2011.
- Conant, Jennet (5. април 2011). A Covert Affair: Julia Child and Paul Child in the OSS. Simon and Schuster. ISBN 978-1-4391-6352-8.
- Fitch, Noël Riley (13. април 1999). Appetite for Life: The Biography of Julia Child. Random House Digital, Inc. ISBN 978-0-385-49383-3. Приступљено 14. октобар 2011.
- Painter, Charlotte; Valois, Pamela (1985). Gifts of age: portraits and essays of 32 remarkable women. Chronicle Books. ISBN 978-0-87701-368-6. Приступљено 14. октобар 2011.
- Reardon, Joan (1. децембар 2010). As Always, Julia: The Letters of Julia Child and Avis DeVoto. Houghton Mifflin Harcourt. ISBN 978-0-547-41771-4. Приступљено 14. октобар 2011.
- Shapiro, Laura (1. август 2009). Julia Child: A Life. Penguin. ISBN 978-0-14-311644-8. Приступљено 14. октобар 2011.
- Spitz, Bob (7. август 2012). Dearie: The Remarkable Life of Julia Child (end notes available on author's site). Alfred A. Knopf. ISBN 978-0-307-47341-7. Приступљено 7. август 2012.